# Цитерея
Цитере́я (англ. Cytherea, нар. 27 вересня 1981 року, Солт-Лейк-Сіті, США) — американська порноакторка, еротична модель, підприємиця. 
Увійшла в порноіндустрію в 2003 році і знялася в понад 300 фільмах. Псевдонім «Цитерея» — це епіклеса давньогрецької богині Афродіти. Відома сквіртингом під час статевого акту.

## Особисте життя
Була одружена з Тімоті Гейлом, який помер 2 листопада 2016 року у віці 52 років. Має двох дітей. Бісексуальна.

## Нагороди
- 2004 XRCO Award — Teen Cream Dream[6]
- 2005 AVN Award — Найкраща нова старлетка[7]